# Aurelianische Mauer

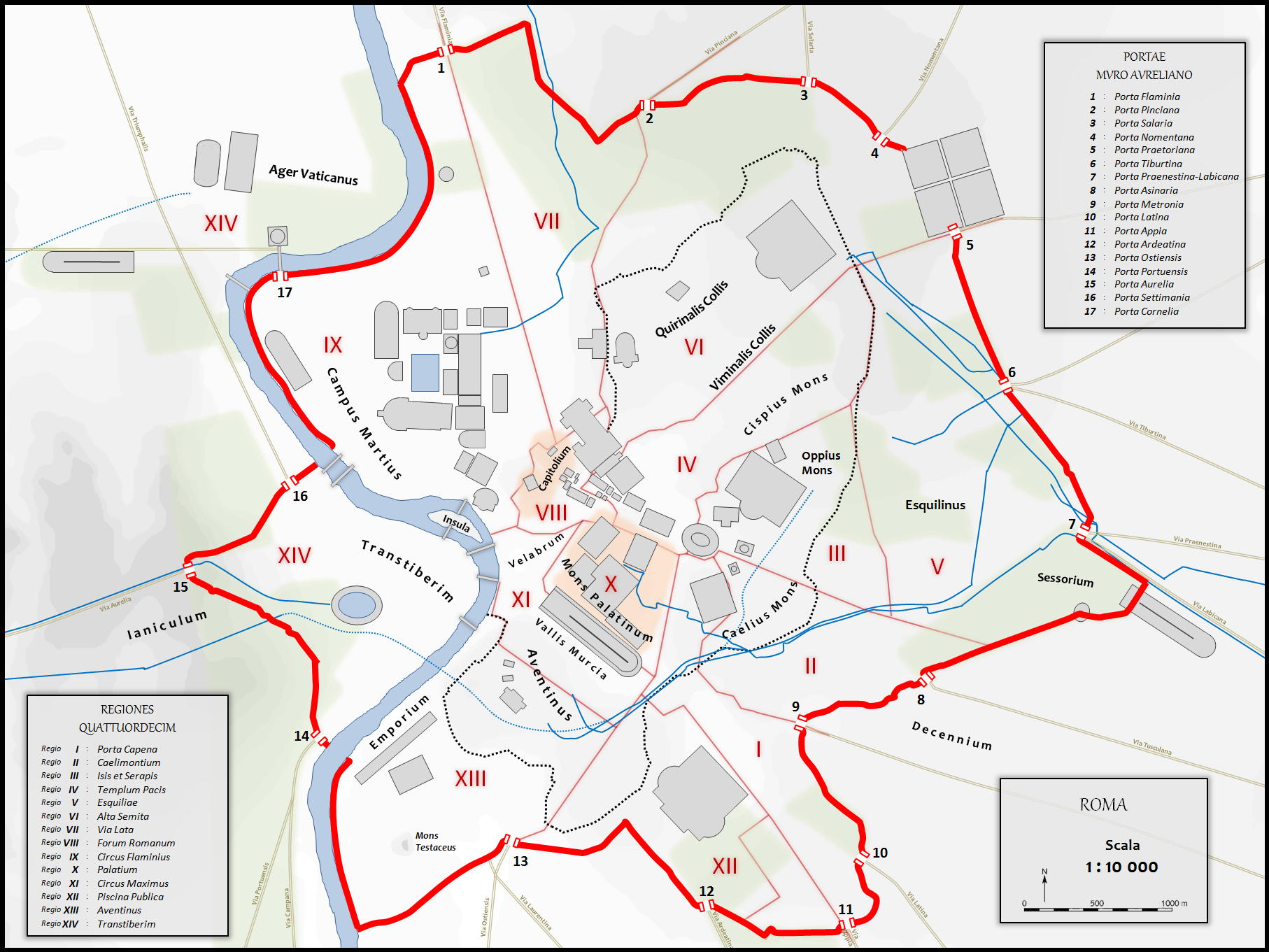
Verlauf der Mauer (rot), Servianische Mauer (schwarz)

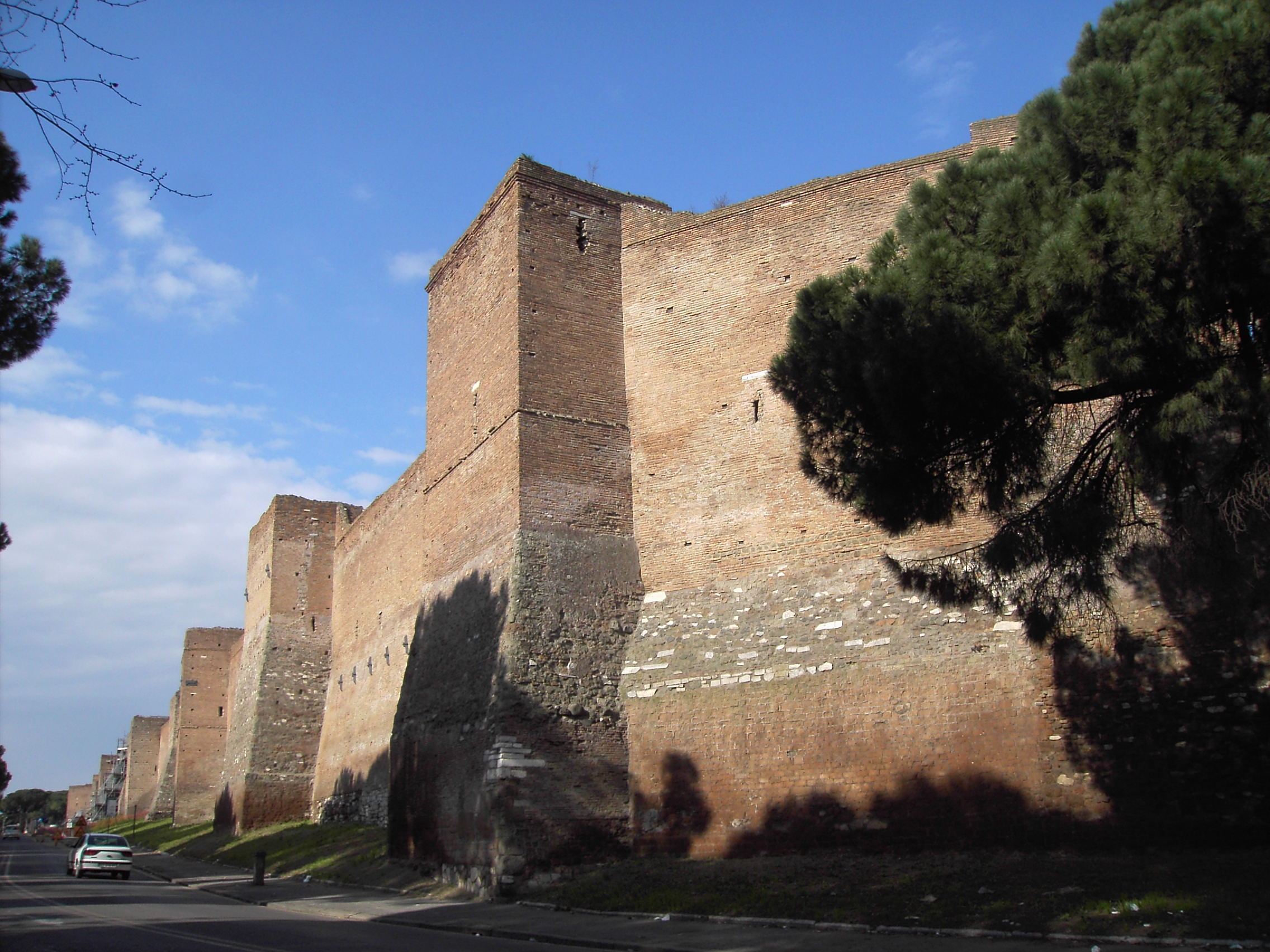
Die Aurelianische Mauer bei der Porta San Sebastiano

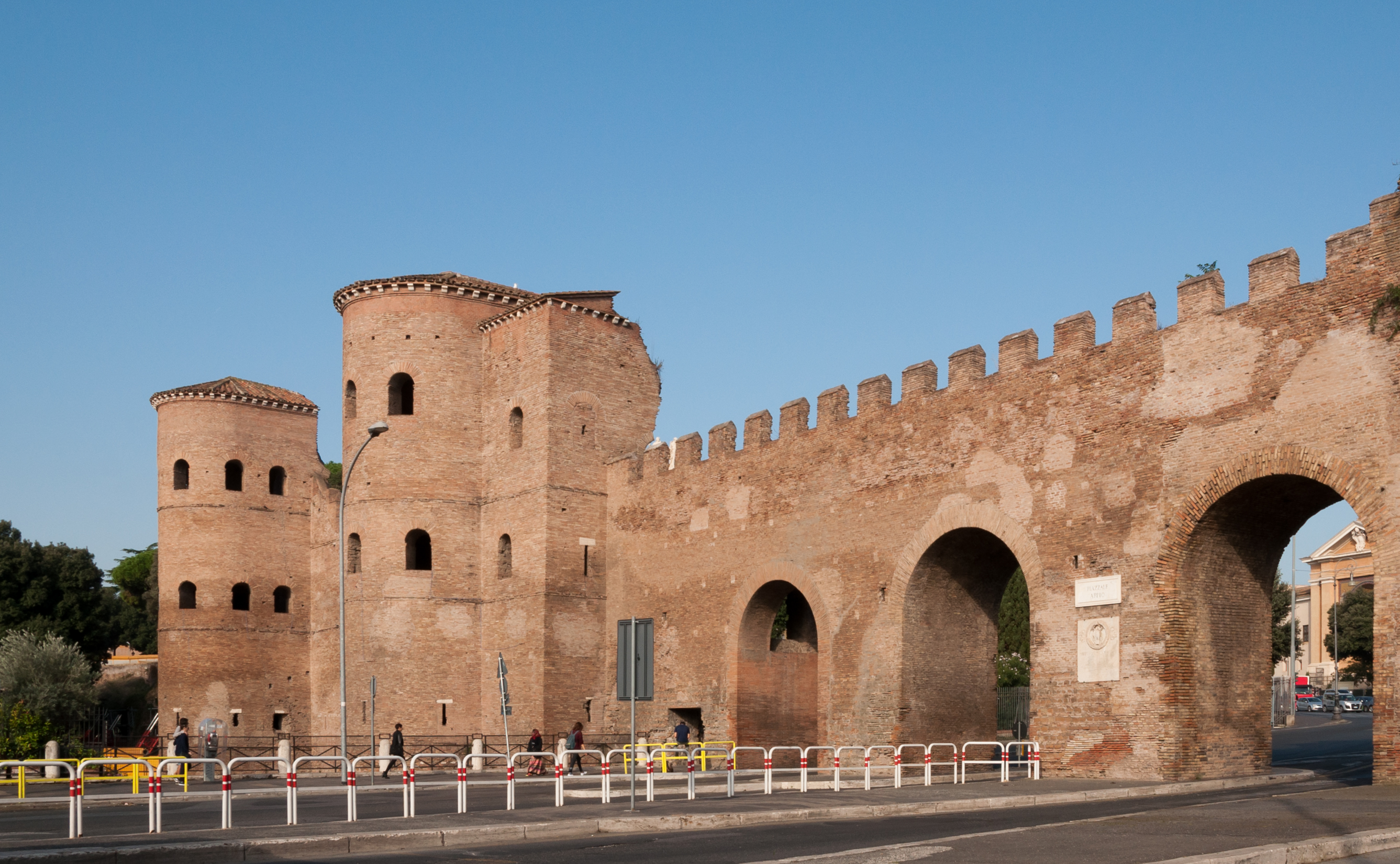
Teil der Aurelianischen Mauer bei der Porta Asinaria; gut erkennbar zwei der 383 Wehrtürme und die Bögen des integrierten Aquäduktes der Aqua Claudia

Die Aurelianische Mauer ist die bedeutendste Stadtmauer von Rom, deren erste Bauphase  unter Kaiser Aurelian (270–275) begonnen und unter Kaiser Probus (276–282) vollendet wurde. Rom hatte aus früherer Zeit schon die Servianische Mauer, aber die Stadt war längst über den alten Mauerring hinausgewachsen.

## Entstehung

### Bau (3. Jahrhundert)
Die Errichtung der zweiten Stadtmauer um die antike Stadt Rom stellte das politische Eingeständnis der Kaiser dar, dass selbst Rom, die Hauptstadt des Imperiums, gegen einen eventuellen Angriff von Germanen gewappnet sein musste. In den Jahren 254 bis 259 n. Chr. waren bereits mehrfach germanische Stämme auf italischem Boden erschienen, so etwa die Alamannen und die Goten. Bisher hatte Rom diese Angriffe erfolgreich zurückschlagen können, bevor die Hauptstadt unmittelbar bedroht gewesen war; allerdings war es nur eine Frage der Zeit, bis es Germanenverbände nach Rom schaffen würden. Den letzten Anstoß zum Bau der Mauer gab die vernichtende Niederlage Aurelians gegen die Juthungen im Januar 271 in der Schlacht von Placentia.
Die Mauer war 19 km lang, ursprünglich 6 m hoch und ca. 3,5 m tief. Der größte Teil war aus Ziegelsteinen gemauert. Es gab 18 größere Tore und 383 Wachtürme, jeweils in einem Abstand von ungefähr 30 m. Die Architekten bezogen viele bestehende Bauten in die Befestigungen ein, was ein deutliches Zeichen für die Eile des Bauvorhabens darstellt, beispielsweise das berühmte Grabmal des Gaius Cestius, die Cestius-Pyramide, das Amphitheatrum Castrense, die Castra praetoria und Teile des Aquädukts Aqua Claudia wurden Teil der Mauer.

### Ausbau (4.–5. Jahrhundert)
Die Stadtmauer stellte einen wirksamen Schutzwall jedoch nur gegen solche Angreifer dar, denen die technischen und sonstigen Voraussetzungen für eine längere Angriffswelle oder gar eine Belagerung fehlten. Bereits Kaiser Maxentius ließ die Mauer zu Beginn des 4. Jahrhunderts n. Chr. etwas erhöhen. Später ließen die Kaiser Honorius (395–423) und Arcadius (395–408) die Mauern auf fast 11 m erhöhen und verstärken. Jetzt wurde auch das Mausoleum des Kaisers Hadrian, die spätere Engelsburg, als Zitadelle in die Befestigungen integriert. Vielfach wurden die Tore zu wahren Festungstürmen ausgebaut. Ausbesserungs- und Verstärkungsmaßnahmen veranlassten auch Kaiser Valentinian III. und der oströmische Feldherr Belisar.

## Wirkung
Durch die Integration in die Mauer wurden die alten Gräber als Teil der Verteidigung Roms wichtig und blieben daher auch nach dem Siegeszug des Christentums erhalten.
Die Aurelianische Mauer war mit ihrer Länge von 19 km schwer zu verteidigen.
Keinen großen Dienst leistete die Aurelianische Mauer Papst Pius IX., als er sich gegen die Einigung Italiens wehren wollte. Sein Ansinnen wurde am 20. September 1870 endgültig zunichtegemacht, als die Bersaglieri bei der Porta Pia die Mauer durchbrachen und damit die Einigung Italiens vollendeten. Zudem verlor die Mauer in jener Zeit endgültig ihre Funktion als schützende Stadtmauer dadurch, dass Rom durch die Anlage neuer Stadtviertel über ihre Begrenzungen hinauswuchs, was in den vorigen Jahrhunderten nur in der Gegend des Vatikanischen Hügels passiert war.
Die Stadtmauer ist noch fast vollständig erhalten. Gegen Ende des 19. Jahrhunderts wurden viele Teile wieder in den vermeintlich antiken Urzustand zurückversetzt und von mittelalterlichen oder frühneuzeitlichen Anbauten befreit.

## Liste der Tore
Im Norden beginnend, im Uhrzeigersinn:
- Porta Flaminia – Beginn der Via Flaminia, heute Porta del Popolo
- Porta Pinciana
- Porta Salaria – Beginn der Via Salaria
- Porta Pia – Beginn der Via Nomentana
- Porta Nomentana – Beginn der alten Via Nomentana
- Porta Praetoriana – ehemaliger Zugang zum Castrum Praetorium
- Porta Tiburtina – Beginn der Via Tiburtina
- Porta Maggiore – Beginn der Via Praenestina und Zusammenkunft der drei Aquädukte
- Porta San Giovanni – nahe der Basilica di San Giovanni in Laterano
- Porta Asinaria – Beginn der ehemaligen Via Asinaria
- Porta Metronia
- Porta Latina – Beginn der Via Latina
- Porta Appia – Beginn der Via Appia (Appische Straße), heute Porta San Sebastiano
- Porta Ardeatina
- Porta Ostiensis – neben der Cestius-Pyramide, führt zur Basilica di San Paolo fuori le Mura, wo die Via Ostiense beginnt, heute Porta San Paolo
- Porta Portuensis
- Porta Aurelia Pancraziana
- Porta Septimiana